# Blandt Klipper og Skær
Blandt Klipper og Skær er en amerikansk stumfilm fra 1922 af Sam Wood.

## Medvirkende
- Rudolph Valentino som Lord Hector Bracondale
- Gloria Swanson som Theodora Fitzgerald
- Edythe Chapman som Lady Bracondale
- Alec B. Francis som Fitzgerald
- Robert Bolder som Josiah Brown
- Gertrude Astor som Morella Winmarleigh
- June Elvidge som Lady Anna Anningford